# リミナルスペース

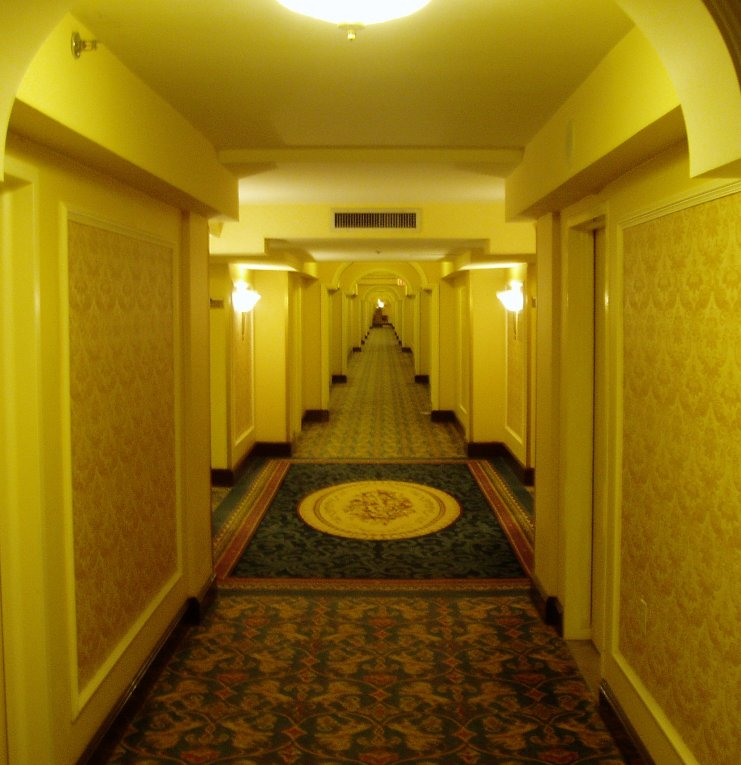
誰もいないホテルの廊下のイメージ、リミナルスペースの例

リミナルスペース (英: Liminal Space) とは、不気味な雰囲気を醸すシュールな無人空間を指すインターネット美学の一種である。
もとは建築用語で扉、廊下、階段、ロビーなどの、移動のために使われる人工的構造物のことを指す。それが転じて上記の通りとなった。
リミナルスペースは建築における不気味の谷現象とも言える。 リミナルスペースの不気味さは見慣れた場所が通常の文脈を欠いて提示されること（例として、多くの人で賑わうのが通常であるショッピングセンターなどの施設が極端に閑散としている状態）に起因するという指摘もある。
リミナルスペースは、2019年に4chanで「The Backrooms」と呼ばれる投稿が流行したことをきっかけとしてインターネット・ミームとして人気を集めた。それ以後、Reddit、Twitter、TikTokなど、インターネット上でリミナルスペースの画像が投稿されるようになった。日本ではリミナルスペースやThe Backroomsの影響を受けたゲーム「8番出口」がインターネット上で流行した。2022年には、お化け屋敷プロデューサー　『マイケル・ティー・ヤマグチ』によりアトラクション化された。

## 特徴
大まかに言えば、リミナルスペースという用語は、変化や移行の場所や状態を説明するために使われる。リミナルスペースのイメージはしばしばこの「中途半端」な感覚を描き、人の気配が全くしない不穏な、過渡的な場所（階段や道路、廊下、ホテルなど）を描く。これによって不気味さ、超現実性、郷愁、悲しみを引き起こし、心地良さと不安の両方の反応を引き起こすことがある。